# Патракеєво (Нижньогородська область)
Патракеєво (рос. Патракеево) — присілок в Краснобаковському районі Нижньогородської області Російської Федерації.
Населення становить 1 особу. Входить до складу муніципального утворення Прудовська сільрада.

## Історія
Від 2009 року входить до складу муніципального утворення Прудовська сільрада.

## Населення
| 2002 | 2010 |
| ---- | ---- |
| 3    | ↘1   |